# تشارلز سبورجون
تشارلز هادون (Charles Haddon) (C.H.) سبورجون (Spurgeon) (19 من يونيو 1834م – 31 من يناير 1892م) كان واعظًا بريطانيًا معمدانيًا خاصًا. وظل سبورجون صاحب نفوذ وتأثير كبير للغاية بين مسيحيي الطوائف المختلفة، وهو كان معروفًا بينهم «بأمير الوعاظ». فقد كان ذا شخصية قوية في معتقد المعمدانية المُصلحة، ومدافعًا عن الكنيسة بالاتفاق مع اعترافات لندن المعمدانية بالإيمان 1689م وفاهمًا ومعارضًا للتوجهات الليبرالية والبراجماتية اللاهوتية في الكنيسة حينئذٍ.
وخلال حياته، وعظ سبورجون أمام ما يقرب من عشرة ملايين شخص، وفي كثيرٍ من الأحيان وصل هذا العدد إلى عشرة أضعافه كل أسبوع في أماكن مختلفة. وكان سبورجون قسَ أبرشية كنيسة بارك ستريت الجديدة (المعروفة لاحقًا باسم الكنيسة المطرانية) في لندن لمدة ثمانية وثلاثين عامًا. وقد كان جزءًا من المجادلات العديدة التي دارت مع الاتحاد المعمداني لبريطانيا العظمى واضطر فيما بعد لمغادرة الطائفة. وفي عام 1857م، بدأ بإنشاء منظمة خيرية أصبح يُطلق عليها الآن سبورجونس وهي تنخرط بالعمل الخيري على المستوى العالمي. كما أسَّس أيضًا مَجمَع سبورجون، والذي سُميَ على اسمه بعد وفاته.
كان سبورجون مؤلفًا وافرَ الإنتاج للكثير من الأعمال بما فيها مواعظ وسيرته الذاتية وشروح وكتب عن الصلاة وكتب عن كيفية التعبُّد ومجلات وشعر وتراتيل وغيرها من الأعمال. وقد دوِّنت العديد من مواعظه أثناء إلقائه إياها، كما تمت ترجمتها إلى العديد من اللغات أثناء حياته. وجاءت مواعظ سبورجون قوية ذات فكرٍ ثاقب وعرضٍ دقيق، وجمعت مهاراته الخطابية حشودًا من الجماهير التي تأتي إلى الكنيسة المطرانية لتستمع له وهم مسحورين بهذه الخطابات، بل تعدى تأثيره إلى أكثر من ذلك حيث اكتشف الكثير من المسيحيين أن الرسائل التي كان يوجهها سبورجون في خطاباته تقع بين الأفضل في الأدب المسيحي.

## سيرة حياته

### نشأته
ولد سبورجون في كلفيدون، إسيكس، وانتقل إلى كولشيستر بعمر 10 أشهر. جاء تحول سبورجون ذي الخمسة عشر عامًا من الأبرشانة الاسمية في 6 يناير 1850. في طريقه إلى موعده المحدد، أجبرته عاصفة ثلجية على قطع رحلته المقصودة والتحول إلى كنيسة ميثودية قديمة في شارع آرتيليري، نيوتاون، كولشيستر وهناك فتح الله قلبه لرسالة الخلاص. النص الذي كان أثر به هو إشعياء 45:22 -«اِلْتَفِتُوا إِلَيَّ وَاخْلُصُوا يَا جَمِيعَ أَقَاصِي الأَرْضِ، لأَنِّي أَنَا اللهُ وَلَيْسَ آخَرَ». في وقت لاحق من ذلك العام، في 4 أبريل 1850، قبلته الكنيسة في نيوماركت.
ثم عُمد في 3 مايو في نهر لارك، في أيسلهم. في وقت لاحق من نفس العام انتقل إلى كامبريدج، حيث أصبح فيما بعد مدرسًا في مدرسة الأحد. ألقى سبورجون خطبته الأولى في شتاء 1850-1851 في كوخ في تورشم عندما حل مكان صديقه. منذ بداية خدمة سبورجون، اعتُبر أسلوبه وقدرته أعلى بكثير من المتوسط. في نفس العام نًصب قسًا للكنيسة المعمدانية الصغيرة في ووتربيتش، كامبريدجشير، وهناك نشر أول أعماله الأدبية، وهو مسلك إنجيلي مكتوب في عام 1853.

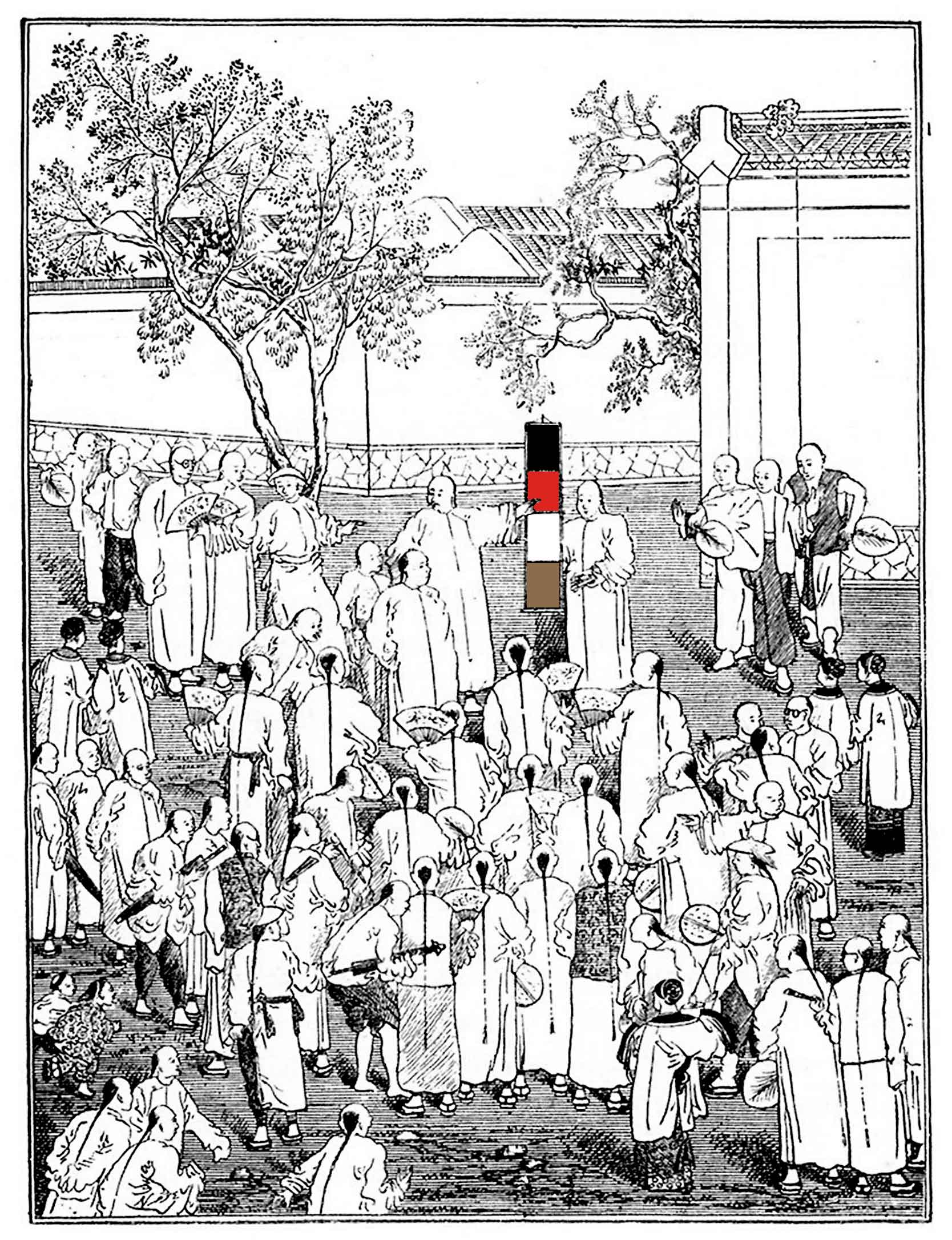
الوعظ التبشيري في الصين باستخدام كتاب بعنوان كتاب بلا كلمات.

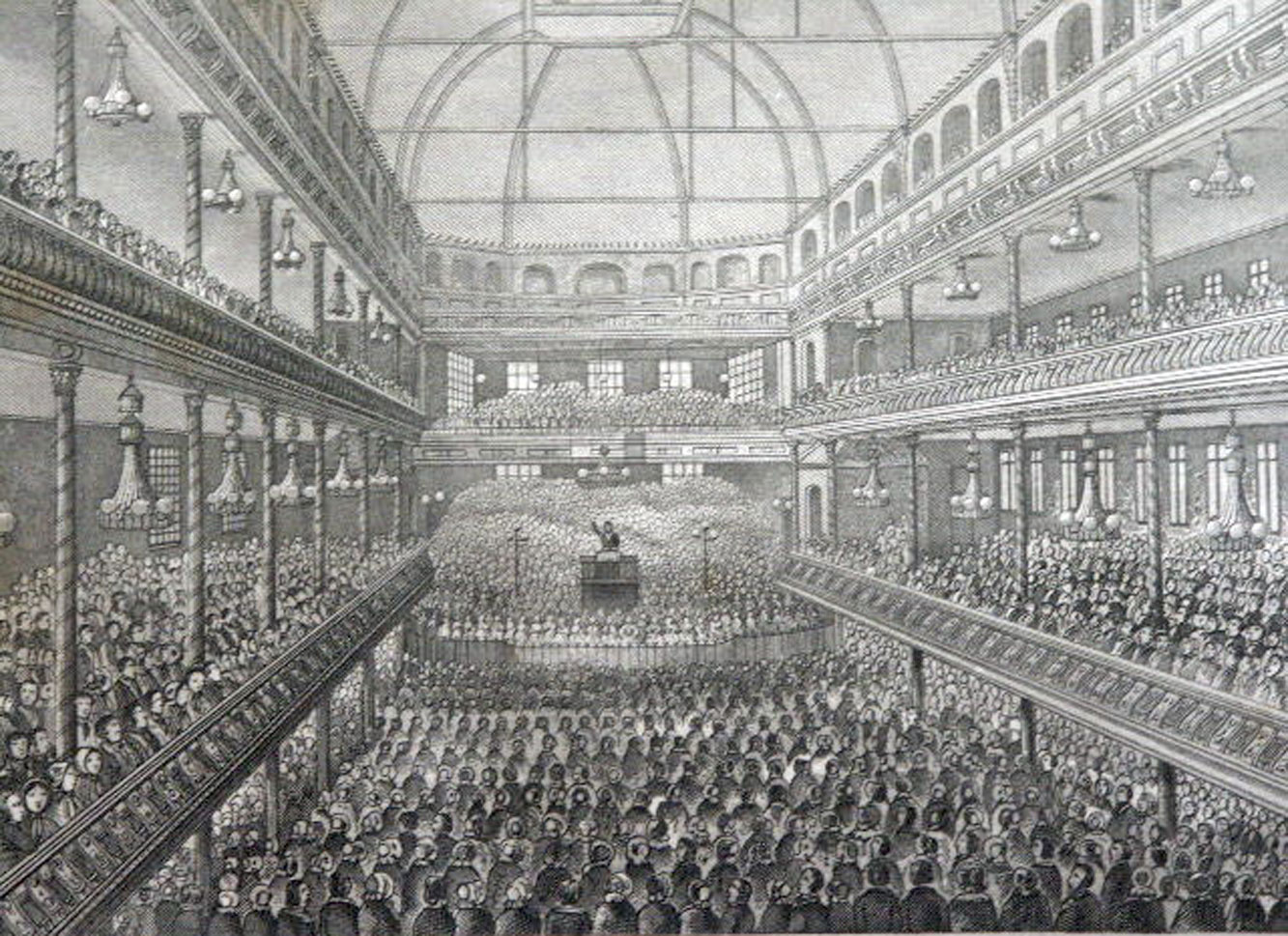
سبورجون يعظ في قاعة الموسيقى في سري نحو عام 1858.

### مصلى نيو بارك ستريت
في أبريل 1854 وبعد الوعظ لمدة ثلاثة أشهر في فترة الاختبار وبعد أربع سنوات فقط من تحوله، استدعي سبورجون، الذي بلغ من العمر 19 عامًا فقط، إلى مصلى نيو بارك ستريت الشهير في لندن، ساوثوورك (التي رعاها سابقًا المعمدانيون الخاصون بنيامين كيتش، وعالم اللاهوت جون جيل، وجون ريبون). كانت هذه أكبر جماعة معمدانية في لندن في ذلك الوقت، على الرغم من تضاؤل أعدادها لعدة سنوات. وجد سبورجون أصدقاء في لندن من بين زملائه القساوسة، مثل ويليام غاريت لويس من كنيسة ويستبورن غروف، وهو رجل كبير السن أسس مع سبورجون جمعية لندن المعمدانية.
في غضون بضعة أشهر من وصول سبورجون إلى بارك ستريت، أصبح مشهورًا بمقدرته على الوعظ. في العام التالي نُشرت أولى مواعظه في كتاب «منبر نيو بارك ستريت». نُشرت مواعظ سبورجون في نسخة مطبوعة كل أسبوع وانتشرت بكثرة.
عقب شهرته مباشرة بدأ النقد. ظهر الهجوم الأول في الصحافة في إرثن فاسل في يناير 1855. وكان وعظه، وإن لم يكن ثوريًا من حيث الجوهر، نداءً صريحًا ومباشرًا للشعب، مستخدمًا الإنجيل لحثهم على النظر في تعاليم يسوع المسيح. استمرت الهجمات الانتقادية من وسائل الإعلام طوال حياته. ازداد عدد المصلين واضطروا للانتقال إلى قاعة إكزتر ومن ثم إلى قاعة سري ميوزك. وكثيرًا ما وعظ سبورجون الجمهور في هذه الأماكن والذي بلغ عددهم أكثر من 10,000. في 22 كان سبورجون هو الواعظ الأكثر شعبية في ذلك اليوم.
في 8 يناير 1856 تزوج سبورجون من سوزانا، ابنة روبرت طومسون من فالكون سكوير، لندن، وأنجب منها ولدان، تشارلز وتوماس، المولودان في 20 سبتمبر 1857. في نهاية ذلك العام، وقعت مأساة في 19 أكتوبر 1856، عندما كان سبورجون يعظ في قاعة سري جاردنز ميوزك لأول مرة. صرخ واحد من الحشد، «نار!» وقد أدى الذعر والتدافع اللذان أعقبا ذلك إلى مقتل العديد من الأشخاص. دُمر سبورجون عاطفيًا بسبب الحدث وكان له تأثير واقعي على حياته. وتحدث لسنوات عديدة عن البكاء دون سبب يعرفه.
كتب والتر ثورنبيري لاحقًا في كتابه «لندن القديمة والجديدة» (1897) واصفًا اجتماعًا لاحقًا في سري:
تجمع مؤلف من 10,000 روح، يندفعون إلى القاعة، ويصعدون الشرفات، ويهمهمون، ويهمهمون، ويحتشدون -خلية نحل عظيمة- ويحرصون على تأمين أفضل الأماكن في البداية، وفي النهاية أي مكان على الإطلاق. بعد الانتظار لأكثر من نصف ساعة -لم أكثر من نصف ساعة؟ لأنك لو أردت الحصول على مقعد فعليك أن تأتي مبكرًا... صعد السيد سبورجون إلى منبره. ونجح في خفض الهمهمة، والاندفاع، وتقدم الرجال، من خلال التشويق المركز ونفخة الإخلاص، والتي بدت وكأنها تجري في الحال، مثل التيار الكهربائي، من خلال مشاعر كل الحاضرين، ومن خلال هذه السلسلة الجذابة التي عقدها الواعظ ربطنا سريعًا لمدة ساعتين تقريبًا. ليس هدفي إعطاء ملخص لخطابه. يكفي أن نقول أن لصوته قوة وحجم كافيان للوصول إلى كل فرد في ذلك التجمع الواسع، وأن لغته ليست منمقة ولا بسيطة، وأن أسلوبه، مألوف في بعض الأحيان، وأحيانًا خطابي، ولكنه سعيد دائمًا، وغالبًا ما يكون بليغًا، وعن عقيدته، لا «الكالفيني» ولا «المعمدان» يظهران في طليعة المعركة التي يخوضها السيد سبورجون بعداء لا هوادة فيه، وبأسلحة الإنجيل، ضد اللادينية، والنفاق، والكبرياء، وتلك الخطايا الخفية التي تحاصر الإنسان بسهولة في الحياة اليومية، ولإيجاز كل شيء في كلمة واحدة، يكفي أن نقول عن الرجل نفسه، إنه يثير إعجابك بقناعة تامة بصدقه.
استمر عمل سبورجون. أسس سبورجون كلية القساوسة في عام 1857 وأعيدت تسميتها بكلية سبورجون في عام 1923، عندما انتقلت إلى مبناها الحالي في ساوث نوروود هيل، لندن. في يوم الصيام، 7 أكتوبر 1857، وعظ أكبر حشد على الإطلاق -23,654 شخصًا- في قصر الكريستال في لندن. ذكر سبورجون:
في عام 1857 قبل يوم أو يومين من الوعظ في قصر الكريستال، ذهبت لأقرر أين ينبغي تثبيت المنصة، ومن أجل اختبار الخصائص الصوتية للمبنى، وصرخت بصوت عال: «هُوَ ذا حَمَلُ اللهِ الَّذي يَرفَعُ خَطيئَةَ العالَم». سمع عامل في إحدى صالات العرض الكلمات ولم يكن يعلم شيئًا عما يجري، واعتبرها رسالة من السماء إلى روحه. سحرته العقيدة بقصة الخطيئة، وترك أدواته، وعاد إلى المنزل، وهناك بعد فترة من الصراع الروحي، وجد السلام والحياة من خلال آية هو ذا حمل الله. بعد سنوات، روى هذه القصة لمن زاره على فراش الموت.

### متروبوليتان تابيرناكل
في 18 مارس 1861 انتقل المصلين بشكل دائم إلى كنيسة متروبوليتان تابيرناكل المشيدة لهذا الغرض في إيلفنت آند كاسل، ساوثوورك، والتي تتسع لنحو 5000 شخص مع غرفة وقوف تتسع لنحو 1000 شخص آخر. كان متروبوليتان تابيرناكل أكبر صرح لكنيسة في يومه. استمر سبورجون في الوعظ هناك عدة مرات في الأسبوع ولمدة 31 عامًا لاحقًا حتى وفاته. لم يوجه دعوات للمذبح أبدًا في ختام مواعظه، لكنه كان يوجه الدعوة للأشخاص الذين دفعتهم موعظته يوم الأحد للبحث والاهتمام بالمسيح، إلى مقابلته في جلسته صباح يوم الاثنين. دون مبالغة، كان هناك دائمًا شخص ما على بابه في اليوم التالي.
لقد كتب خطبه بالكامل قبل أن يعظ، لكن ما حمله إلى المنبر كان عبارة عن ورقة ملاحظات بها مخطط إجمالي. إذ كان كتاب الاختزال يدونون خطبة سبورجون مثلما سلمها وبعد ذلك تتاح له الفرصة لإجراء تنقيحات على النصوص في اليوم التالي للنشر الفوري. نُشرت خطبه الأسبوعية، التي بيعت كل منها مقابل فلس واحد، على نطاق واسع وما تزال واحدة من أفضل سلسلة الكتابات مبيعًا على الإطلاق والتي نُشرت في التاريخ.

## كتابات أخرى
- C. H. Spurgeon (1995). Tom Carter (المحرر). 2200 Quotations from the Writings of Charles H. Spurgeon. Baker Books. ISBN:978-0-8010-5365-8. مؤرشف من الأصل (Trade Pbk. edition) في 2010-09-21.
- The  Standard Life of C. H. Spurgeon. London: Passmore and Alabaster.
- C H Spurgeon "The People's Preacher". Christian Television Association 2010 (of the UK)

## وصلات خارجية
- تشارلز سبورجون على موقع الموسوعة البريطانية (الإنجليزية)
- تشارلز سبورجون على موقع ديسكوغز (الإنجليزية)
- More information on Charles Spurgeon
- Spurgeon Gems – All 63 Volumes of Spurgeon's sermons in today's language
- Spurgeon quotes
- Metropolitan Tabernacle official site
- Autobiography of Charles Spurgeon, volume 1
- Autobiography of Charles Spurgeon, volume 2
- Autobiography of Charles Spurgeon, volume 3
- Autobiography of Charles Spurgeon, volume 4
- Charles Haddon Spurgeon, A Biography – By William Young Fullerton
- Traits of Character: Being Twenty-five Years' Literary and Personal Recollections, with a chapter on Spurgeon, by Eliza Rennie
- – Spurgeon's College